# Кабелла-Лигуре
Кабелла-Лигуре (итал. Cabella Ligure) — коммуна в Италии, располагается в регионе Пьемонт, в провинции Алессандрия.
Население составляет 577 человек (2008 г.), плотность населения составляет 12 чел./км². Занимает площадь 47 км². Почтовый индекс — 15060. Телефонный код — 0143.
Покровителем коммуны почитается святой Лаврентий, празднование 10 августа.

## Демография
Динамика населения:

## Администрация коммуны
- Официальный сайт: